# تپه واردان
تپه واردان در شهرستان خاش، بخش ایرندگان، دهستان ایرندگان، ۱ کیلومتری شمال روستای واردان واقع شده و این اثر در تاریخ ۲۵ آبان ۱۳۸۷ با شمارهٔ ثبت ۲۳۸۷۵ به‌عنوان یکی از آثار ملی ایران به ثبت رسیده است.